# Сильвестр (Киситу)
Епи́скоп Сильве́стр (англ. Bishop Silvester, греч. Επίσκοπος Σίλβεστρος, в миру Ма́ксимос Киси́ту, англ. Maximos Kisitu, греч. Μάξιμος Κισίτου; род. 20 сентября 1982, Кампала) — архиерей Александрийской православной церкви, епископ Джинджийский и Восточно-Угандийский (с 2022).

## Биография
Родился 20 сентября 1982 года в Кампале, в Уганде, где окончил школу.
Окончил богословский институт Афинского университета и состоял в братии монастыря Μονή Παναγίας Σκιαδενής в Родосской митрополии.
8 сентября 2013 года митрополитом Родосским Кириллом (Коеракисом) был хиротонисан во иеродиакона, в 8 сентября 2014 года — во иеромонаха.
В 2015 году был принят в юрисдикцию Александрийской православной церкви и возведён в достоинство архимандрита. Служил в монастыре святого Саввы в Александрии.
16 декабря 2018 года, в соборе святого Саввы в Александрии, патриархом Александрийским Феодором, митрополитами Кампальским Ионой (Луанга), Родосским Кириллом (Коеракисом) (Константинопольский патриархат), Аккрским Наркиссом (Гаммохом), Мемфисским Никодимом (Приангелосом), Нубийским Саввой (Химонеттосом) и епископом Олимпийским Кириллом (Папанфиму) (Константинопольский патриархат) был хиротонисан в сан епископа Гулуского и Восточной Уганды.
23 января 2019 года прибыл в Кампалу из Греции и митрополитом Кампальским Ионой (Луанга) на литургии в Никольском соборе был представлен руководству страны и православным прихожанам.
Интронизация состоялась 17 февраля 2019 года в православном приходе святого Лаврентия в округе Коро, муниципалитет Гулу и 24 февраля 2019 года в православном приходе Святого Воскресения в городе Джинджа.
12 января 2022 года решением Священного синода Александрийского патриархата из состава Гулуской епархии создана Джинджийская и Восточно-Угандийская, а Гулуская епархия получила название Гулуской и Северо-Угандийской. Епископ Сильвестр был назначен епископом Джинджийским и Восточно-Угандийским